# Nassim Akrour
Nassim Akrour (Courbevoie, 10 luglio 1974) è un ex calciatore algerino, di ruolo attaccante.

## Carriera

### Club
Ha giocato nella prima e nella seconda divisione francese.
Il 16 luglio 2025 ha annunciato il ritiro dal calcio giocato all'età di 51 anni.

### Nazionale
Tra il 2001 ed il 2004 ha totalizzato complessivamente 18 presenze e 6 gol con la nazionale algerina, con la quale ha anche partecipato a due edizioni della Coppa d'Africa (nel 2002 e nel 2004).